# Luca Ghini

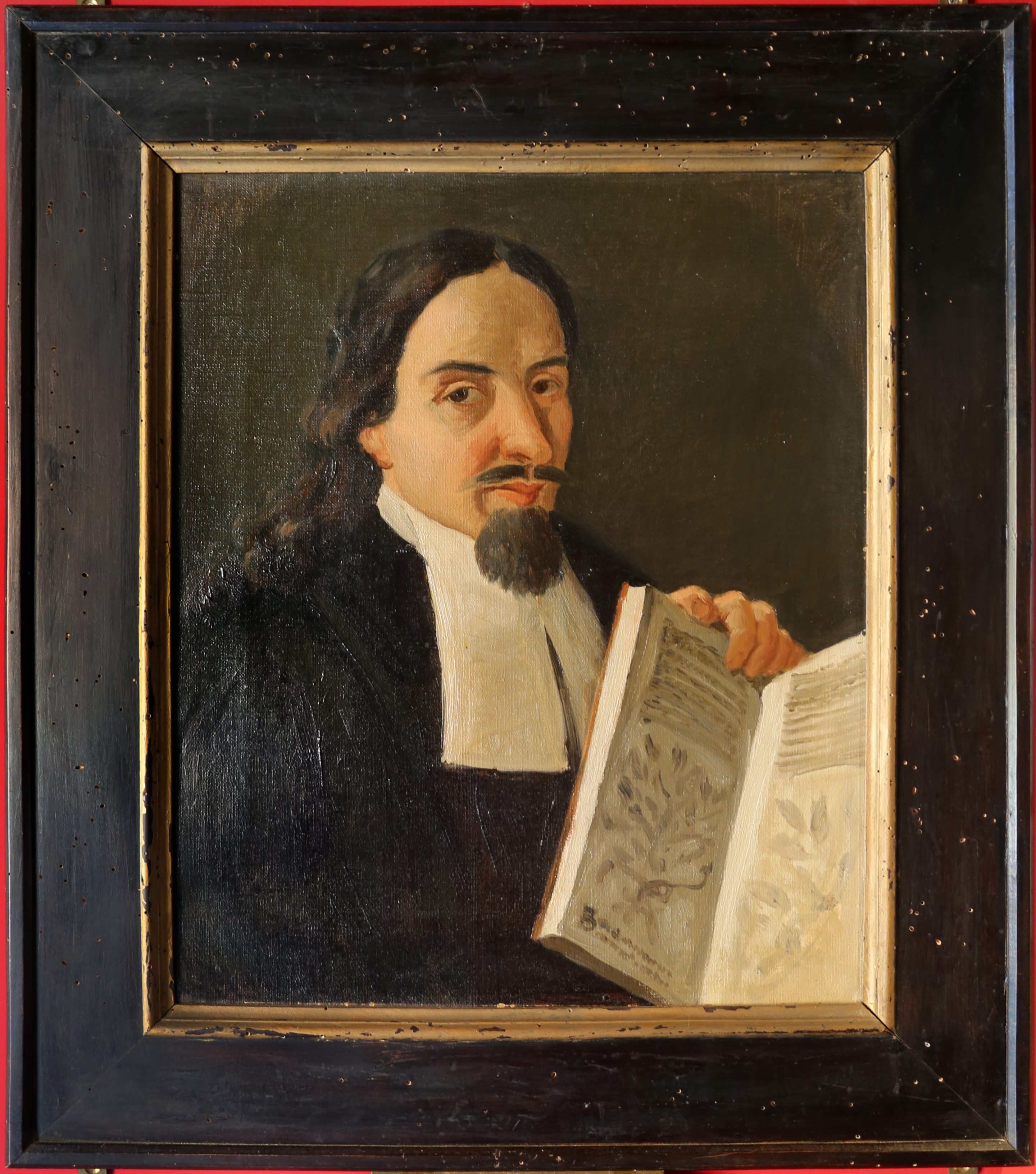
Luca Ghini

Luca Ghini (latinisiert Lucas Ghinus; * 1490 in Croara bei Casalfiumanese im Bistum Imola; † 4. Mai 1556 in Bologna) war ein italienischer Arzt und Botaniker. Sein offizielles botanisches Autorenkürzel lautet „Ghini“.

## Leben und Wirken
Ghini wurde 1490 in Croara (Casalfiumanese), in der Nähe von Imola, geboren (in „Le colline“, einem Bauernhof, italienisch podere, der Familie). Er studierte Medizin an der Universität Bologna, wo er 1527 seinen ersten medizinischen Doktortitel erlangte. Im Februar desselben Jahres erhielt er einen Lehrauftrag, auf den er 1533 wegen Streitigkeiten mit dem Senat der Universität verzichtete. 1534 erhielt er als Professor der Medizin eine Cattedra in Medizin für die Lehre der Heilpflanzen, die jedoch wie üblich dem allgemeinen medizinischen Lehrstuhl nachgeordnet war. Erst 1539 erhielt er einen fünfjährigen Vertrag für Vorlesungen de simplicibus medicinalibus mit einem erhöhten Gehalt. Im Sommer 1543 nahm er den Ruf des Herzogs von Florenz, Cosimo I., an die Universität Pisa an, der sich an Ghini wandte, da Leonhart Fuchs einen Ruf abgelehnt hatte.  Zu den Aufgaben in Pisa gehörte auch die Einrichtung eines Botanischen Gartens, für den es allerdings keinen offiziellen Gründungsakt gibt, Zahlungen an Ghini erfolgten dafür bereits 1543. Nach Ablauf des Vertrages mit Bologna – verbesserte Angebote des Senats für eine Verlängerung lehnte Ghini ab – ging er 1544 nach Pisa, wo er dann den botanischen Garten anlegte. Exkursionen für die Beschaffung von Pflanzen führten Ghini und seine Schüler auf Elba und 1554 zum Monte Baldo am Gardasee, an der unter anderem Ulisse Aldrovandi, Andrea Alpago (Andreas Alpagus Bellunensis) und Francesco Calzolari teilnahmen. Calzolari, ein Apotheker aus Verona, veröffentlichte 1556 darüber einen detaillierten Bericht in Venedig: Il viaggio di Monte Baldo. Als Berater wirkte Ghini auch für die Botanischen Gärten von Florenz und Padua, dessen erster Präfekt sein Schüler Luigi Squalermo, genannt L’Anguillara, war. Squalermo hatte Ghini bereits beim Aufbau des Gartens in Pisa unterstützt.
1554 kehrte Ghini auf Betreiben Aldrovandis nach Bologna zurück. 1555/1556 hielt er die Abendvorlesungen („lectura practicae medicinae ordinaria vesperatina“) in Medizin. Er starb kurz darauf in Armut und wurde in der Servitenkirche beigesetzt.
Ghini hatte zu Lebzeiten nichts veröffentlicht, seine Papiere wurden zerstreut. Daher sind nur wenige seiner Schriften bekannt, die von anderen Gelehrten veröffentlicht wurden, unter anderen von Pietro Andrea Mattioli oder Philipp Schopf. Zu Ghinis Schülern gehörte um 1555 der Marburger und Heidelberger Arzt und Hochschullehrer Georg Marius.

## Ehrungen
Nach Ghini benannt ist die Gattung Ghinia Bubani aus der Familie der Kreuzblütler (Brassicaceae). Dieser Name wird aber heute als Synonym für Cardamine verstanden. 1789 hatte Johann Christian von Schreber auch schon einen Namen Ghinia veröffentlicht. Dieser Name war jedoch eine unnötige Umbenennung von Tamonea Aubl. und ist deshalb ungültig.